# 이현승 (가수)
이현승(본명: 이문남, 1975년 9월 23일 ~ )은 대한민국의 가수이다.
현재 거주지는 서울특별시이다.

## 경력
- 2018년 ~ 2019년 코리안서포터즈 홍보대사

## 수상
- 2020년 제26회 대한민국연예예술상 연예예술발전공로상 예총회장상
- 2019년 제53회 가수의 날 신인가수상
- 2019년 제2회 가요TV 가요대상 올해의 가수상

## 데뷔
- 2016년 EP 앨범 "따따따 / 청춘 아리랑"

## 음반
- 2021년 이현승 트롯라이브 GBS TV
- 2019년 바보사랑 (silly love songs)
- 2018년 따따따 / 소녀
- 2016년 따따따 / 청춘 아리랑